# Talaurinus
Talaurinus är ett släkte av skalbaggar. Talaurinus ingår i familjen vivlar.

## Dottertaxa tillTalaurinus, i alfabetisk ordning[1]
- Talaurinus aberrans
- Talaurinus acromalis
- Talaurinus acromialis
- Talaurinus acutipennis
- Talaurinus aequalis
- Talaurinus alaticornis
- Talaurinus alternans
- Talaurinus alternatus
- Talaurinus ambiguus
- Talaurinus amycteroides
- Talaurinus angularis
- Talaurinus angustatus
- Talaurinus angustus
- Talaurinus anthracoides
- Talaurinus apicihirtus
- Talaurinus brevior
- Talaurinus bubaroides
- Talaurinus bucephalus
- Talaurinus camdenensis
- Talaurinus capito
- Talaurinus carbonarius
- Talaurinus carinatifrons
- Talaurinus carinatior
- Talaurinus carinatus
- Talaurinus cariosus
- Talaurinus carpentariae
- Talaurinus carteri
- Talaurinus catenulatus
- Talaurinus caviceps
- Talaurinus cavirostris
- Talaurinus clavicornis
- Talaurinus confusus
- Talaurinus convexus
- Talaurinus costatus
- Talaurinus costipennis
- Talaurinus crassiceps
- Talaurinus crenulatus
- Talaurinus dameli
- Talaurinus darlingensis
- Talaurinus dubius
- Talaurinus dumosus
- Talaurinus echinops
- Talaurinus encaustus
- Talaurinus euomoides
- Talaurinus exasperata
- Talaurinus excavatus
- Talaurinus fergusoni
- Talaurinus flaveolus
- Talaurinus fossulatus
- Talaurinus foveatus
- Talaurinus foveipennis
- Talaurinus foveogranulatus
- Talaurinus funereus
- Talaurinus gayndahensis
- Talaurinus geniculata
- Talaurinus granosus
- Talaurinus granulata
- Talaurinus granulatus
- Talaurinus griseus
- Talaurinus haemorrhoidalis
- Talaurinus halmaturinus
- Talaurinus helmsi
- Talaurinus hiscipennis
- Talaurinus howitti
- Talaurinus humeralis
- Talaurinus hystricosus
- Talaurinus hystrix
- Talaurinus illidgei
- Talaurinus imitator
- Talaurinus impressicollis
- Talaurinus inaequalis
- Talaurinus incanescens
- Talaurinus incerta
- Talaurinus inconspicuus
- Talaurinus insignis
- Talaurinus irroratus
- Talaurinus kirbyi
- Talaurinus lacunosus
- Talaurinus laevicollis
- Talaurinus laticeps
- Talaurinus leai
- Talaurinus lemmus
- Talaurinus longipes
- Talaurinus macleayi
- Talaurinus maculatus
- Talaurinus maculipennis
- Talaurinus mastersi
- Talaurinus megalongensis
- Talaurinus melancholicus
- Talaurinus melanopsis
- Talaurinus m-elevatus
- Talaurinus miliaris
- Talaurinus mitchelli
- Talaurinus montanus
- Talaurinus multigranulatus
- Talaurinus muricatus
- Talaurinus murrumbidgensis
- Talaurinus mythitoides
- Talaurinus niveovittatus
- Talaurinus noctis
- Talaurinus nodulosus
- Talaurinus obscurus
- Talaurinus orthodoxus
- Talaurinus pallidus
- Talaurinus panduriformis
- Talaurinus papulosus
- Talaurinus parallelus
- Talaurinus parvus
- Talaurinus pastillarius
- Talaurinus perplexus
- Talaurinus phrynos
- Talaurinus plagiatus
- Talaurinus posticalis
- Talaurinus prosternalis
- Talaurinus prypnoides
- Talaurinus pulverulentus
- Talaurinus pupa
- Talaurinus pustulatus
- Talaurinus rayneri
- Talaurinus regularis
- Talaurinus riverinae
- Talaurinus roei
- Talaurinus rudis
- Talaurinus rufipes
- Talaurinus rugiceps
- Talaurinus rugicollis
- Talaurinus rugifer
- Talaurinus rugosus
- Talaurinus salebrosus
- Talaurinus scaber
- Talaurinus scabricollis
- Talaurinus scabrosus
- Talaurinus scapularis
- Talaurinus semispinosus
- Talaurinus septentrionalis
- Talaurinus simillimus
- Talaurinus simplex
- Talaurinus simplicipes
- Talaurinus simulator
- Talaurinus sobrinus
- Talaurinus solidus
- Talaurinus sphaerulatus
- Talaurinus spiniger
- Talaurinus spinosus
- Talaurinus squamosus
- Talaurinus strangulatus
- Talaurinus subvittatus
- Talaurinus sulciventris
- Talaurinus suttoni
- Talaurinus taurus
- Talaurinus tenebricosa
- Talaurinus tenebricosus
- Talaurinus tenuipes
- Talaurinus tessellata
- Talaurinus tomentosa
- Talaurinus tuberculatus
- Talaurinus tumulosus
- Talaurinus turneri
- Talaurinus typicus
- Talaurinus validus
- Talaurinus variegatus
- Talaurinus vermicollis
- Talaurinus verrucosus
- Talaurinus westwoodi
- Talaurinus victor
- Talaurinus victoriae
- Talaurinus vitticollis